# Battaglia di Winwaed
La battaglia di Winwaed fu combattuta il 15 novembre del 655 (o forse nel 654) tra Penda di Mercia e Oswiu di Bernicia. L'esito finale fu disastroso per Penda, che perse sia lo scontro che la vita.
Sebbene sia stata la più importante battaglia tra gli anglosassoni del nord e quelli del sud nelle prime fasi della storia britannica post-romana, pochi sono i dettagli tramandati dalle fonti. Ad esempio non si conosce con certezza dietro a quale fiume odierno si celi il Winwaed. Potrebbe essere un tributario dell'Humber, forse il Cock Beck (per altri il Went), nell'antico regno dell'Elmet, che scorre attraverso Pendas Fields (Leeds), prima di unirsi al fiume Wharfe, che alla fine sfocia nell'Humber.

## Background
Le radici di questa battaglia affondano nel dominio stabilito sull'Inghilterra da Penda con alcune vittorie militari, la più significativa delle quali era stata quella ottenuta, in alleanza con Cadwallon ap Cadfan del Gwynedd, su Edwin di Northumbria nella battaglia di Hatfield Chase (633) e poi Osvaldo di Northumbria nella battaglia di Maserfield (642). Fu soprattutto quest'ultimo scontro a rovesciare la potenza northumbriana. Negli anni successivi i merciani sembrano aver condotto una campagna militare nella Bernicia (uno dei due regni da cui era composto quello di Northumbria), assediando anche Bamburgh. L'altro reame, Deira, sostenne Penda durante l'invasione del 655.

## La battaglia di Winwaed
Dopo aver raccolto un poderoso esercito, forte di "trenta legioni", Penda marciò contro Oswiu (fratello di Oswald e sovrano di Bernicia) e lo assediò a Iudeu (forse Stirling, nel nord del regno). Oswiu sembrava essere abbastanza disperato da offrire il grande tesoro a Penda in cambio della pace. Anche se le fonti sono poco chiare, è probabile che una specie di accordo sia stato raggiunto a Iudeu, anche se Beda il Venerabile dice che le offerte di Oswiu furono rifiutate da Penda, che era determinato a distruggere la gente di Oswiu. L'Historia Brittonum, invece, contraddice Beda, dicendo che Penda avrebbe distribuito il tesoro di Oswiu tra i suoi alleati. Ciò starebbe ad indicare che egli aveva accettato la proposta. Dalle fonti sembra di capire che Penda e il suo esercito stavano tornando a casa quando, per un qualche motivo, si incontrarono e vennero a battaglia con le armate presso il fiume Winwaed. Forse furono attaccati da Oswiu, perché sorpresi in posizione sfavorevole. Secondo Beda, prima della battaglia Oswiu avrebbe pregato Dio, promettendogli che avrebbe consacrato sua figlia Ælfflæd e concesso alcune proprietà per la costruzione di monasteri in caso di vittoria. L'esercito di Penda sembra essere stato indebolito da alcune diserzioni.  Secondo l'Historia Brittonum, infatti, Cadafael ap Cynfeddw (da allora in poi ricordato come "evita-battaglia") abbandonò Penda, mentre Beda dice che Aethelwald di Deira si ritirò dallo scontro in un luogo sicuro, in attesa dell'esito finale. Penda fu sconfitto ed ucciso insieme ad Æthelhere dell'Anglia orientale. Sempre secondo Beda, la battaglia si svolse durante una pesante pioggia, ragion per cui molti annegarono. Il corpo di Penda fu decapitato.

## Conseguenze della battaglia
Dopo lo scontro, la potenza della Mercia fu distrutta, mentre quella di Northumbria fu restaurata. Mercia fu smembrata: la parte settentrionale andò a Oswiu e quella meridionale al figlio di Penda, Peada, che sposò la figlia di Oswiu, Alchflaed. L'autorità northumbriana sulla Mercia, comunque, durò per pochi anni. La battaglia, inoltre, segnò la morte del paganesimo anglosassone: Penda, infatti, era pagano e molti sovrani cristiani soffrirono il martirio dopo essere stati sconfitti da lui. Dopo la morte di Penda, Mercia fu convertita al cristianesimo e tutti i suoi sovrani, a partire da Peada, si convertirono al cristianesimo.